# 德拉瓦河畔拉德列市鎮

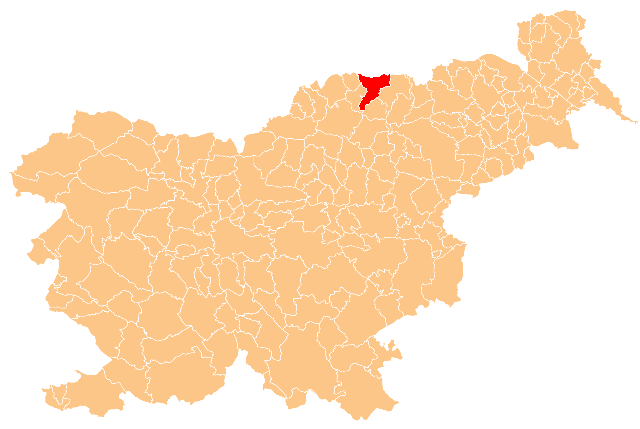
德拉瓦河畔拉德列市鎮於斯洛維尼亞的位置

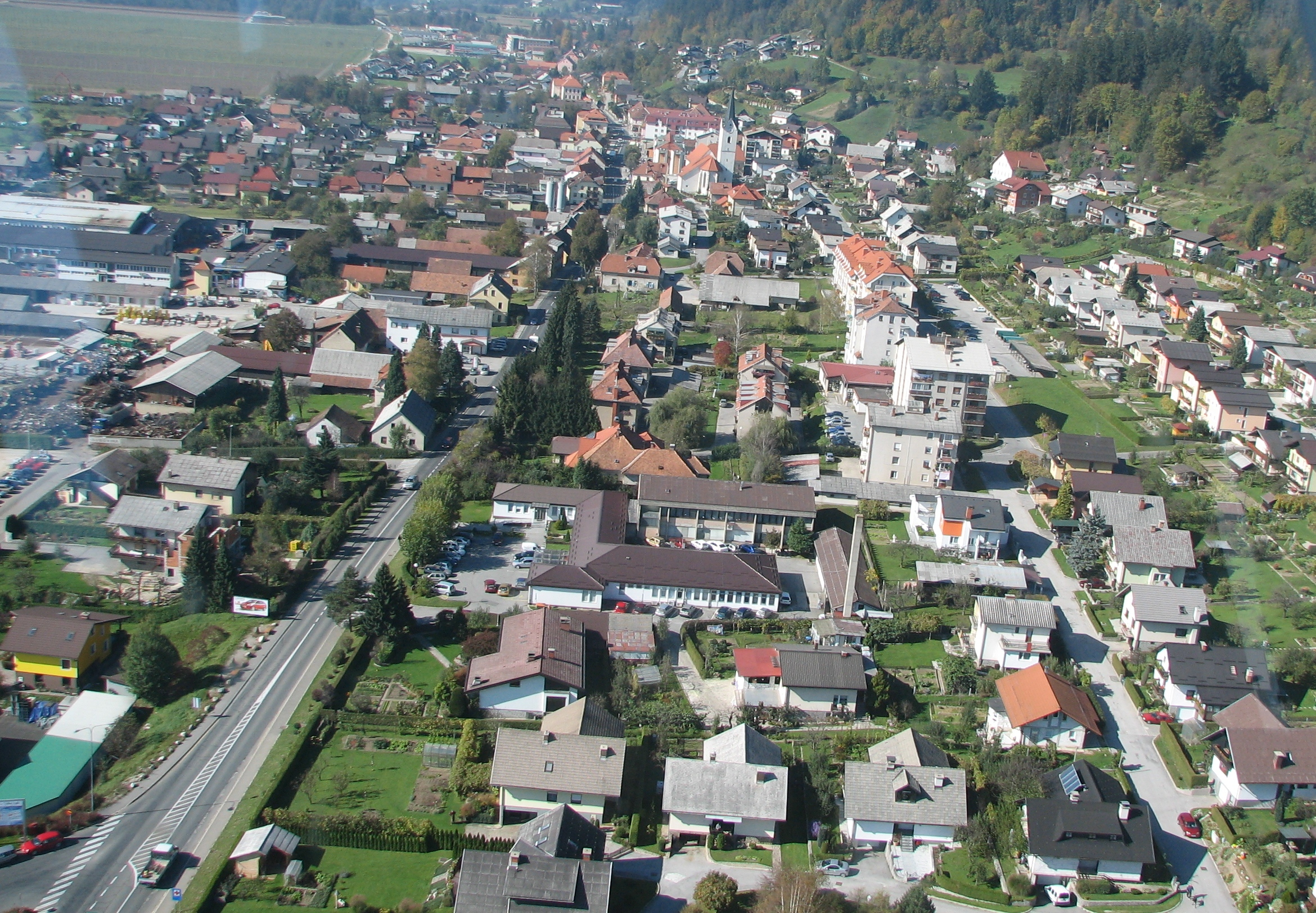
德拉瓦河畔拉德列

德拉瓦河畔拉德列市鎮是斯洛文尼亞北部的一個市镇，行政中心為德拉瓦河畔拉德列。面積93.9平方公里，2002年人口6148。人口密度約65人/km2。

## 外部連結
- 官方网站  （斯洛文尼亚文）
- Municipality of Radlje ob Dravi on Geopedia （页面存档备份，存于）